# Чалатке
Чалатке (груз. ჭალატყე) — село в Грузії.
За даними перепису населення 2014 року в селі проживає 676 особи.